# Filip Dobrovolný
Filip Dobrovolný (5. dubna 1880 Borová – 16. září 1930 Praha) byl český novinář a politik Českoslovanské sociálně demokratické strany dělnické, později československý senátor Národního shromáždění za Komunistickou stranu Československa.

## Biografie
Pocházel z chudé tkalcovské rodiny, pracoval rovněž jako tkalcovský dělník a angažoval se v dělnickém hnutí. Vychodil obecnou školu v Borové, dvě třídy měšťanské školy v Přibyslavi. Další vzdělání nabyl jako samouk. V jedenácti letech musel totiž, ač nejlepší žák, školu z finančních důvodů opustit a začít vydělávat. Pracoval v malé textilní továrně Sahánek v Borové. Od osmnácti let byl v kontaktu s představiteli sociálně demokratického hnutí v Přibyslavi. Vstoupil do dělnických textilních odborů. Na přelomu 19. a 20. století se začal profilovat jako publicista. Měl i literární sklony a publikoval povídky ze života tkalců. Přispíval do dělnického tisku, od roku 1909 byl profesionálním novinářem. Toho roku ho totiž vedení sociální demokracie na Moravě vyzvalo, aby nastoupil do redakce listu Hlas lidu v Prostějově. Na Moravě pak redigoval po dva roky Hlas lidu a následně byl opět vyzván, aby přešel do redakce dělnických novin Slovácko v Hodoníně. Roku 1912 byl výkonným výborem strany povolán do Prahy. Vedl sociálně demokratický týdeník Zář. Po jistou dobu také působil v redakci listu Brázda, který sociální demokracie založila s cílem oslovit venkovské vrstvy. Za první světové války vydával týdeník Týdenní kronika válečná. Pak v době rozkolu v sociální demokracii patřil k představitelům levicového křídla, ze kterého se roku 1921 utvořila KSČ. V letech 1921-1929 byl šéfredaktorem komunistického deníku Rudé právo.
V parlamentních volbách v roce 1929 získal za KSČ senátorské křeslo v Národním shromáždění. V senátu setrval do své smrti roku 1930. Pak ho jako náhradník vystřídal František Hlávka. Profesí byl redaktorem v Praze na Žižkově.
Zemřel v září 1930 v Praze po krátké a těžké nemoci. Pohřeb se konal za účasti desítek tisíc lidí z centrály strany v Karlíně.
Jeho synem byl umělec Viktor Dobrovolný (1909-1987).